# Love and Other Drugs
Love and Other Drugs is een Amerikaanse komische dramafilm uit 2010 die werd geregisseerd door Edward Zwick. Hoofdrolspelers zijn Jake Gyllenhaal en Anne Hathaway. De film werd gebaseerd op het boek "Hard Sell: The Evolution of a Viagra Salesman" van Jamie Reidy. Dit is, na About Last Night, Zwicks tweede film in het genre.
Love and Other Drugs werd voor het eerst uitgebracht in de Verenigde Staten op 24 november 2010 door 20th Century Fox. De film kreeg uiteenlopende beoordelingen van critici.

## Verhaal
In de jaren negentig wordt Jamie (Gyllenhaal) ontslagen bij een elektronicawinkel omdat hij met de vrouw van de manager naar bed is geweest. Nadat zijn ouders dat ontdekken en hem bekritiseren omdat hij gestopt is met zijn studie medicijnen, biedt zijn broer Josh aan om hem te helpen zoeken naar een baan als medicijnverkoper. 
Jamie gaat werken voor het farmaceutische bedrijf Pfizer en probeert doktoren Zoloft en Zithromax voor te laten schrijven. Bruce vertelt Jamie dat alle andere doktoren Dr. Knight zullen volgen als hij Zoloft kan laten voorschrijven in plaats van Prozac.
Ondertussen ontmoet hij Maggie (Hathaway) en krijgen zij een stormachtige verhouding. Maar zij heeft beginnende parkinson. Hij vraagt haar mee te gaan naar een medisch congres in Chicago. Enige tijd later maakt Maggie het uit omdat ze geen medelijden wil. Later komt Jamie Maggie weer tegen en realiseert zich dat hij niet zonder haar kan. Hij volgt haar naar Canada, waar ze medicijnen ging kopen voor zieke bejaarden, en verklaart daar zijn liefde voor Maggie.

## Rolverdeling
- Jake Gyllenhaal als Jamie Randall
- Anne Hathaway als Maggie Murdock
- Oliver Platt als Bruce Jackson
- Hank Azaria als Dr. Knight
- Josh Gad als Josh Randall
- Judy Greer als Cindy
- Gabriel Macht als Trey Hannigan
- George Segal als Dr. James Randall
- Jill Clayburgh als Nancy Randall
- Katheryn Winnick als Lisa
- Jaimie Alexander als Carol
- Nikki DeLoach als Christy
- Anthony Mannella III als Sam de laborant (niet vermeld in de credits)